# イヴァン・ヴィナロフ
イヴァン・ヴィナロフ（ブルガリア語:Иван Винаров、1896年2月24日 - 1969年7月25日）は、ブルガリア、ソ連の軍人、諜報員。少将。

## 経歴

### 出自
ブルガリア、プレヴェン市の地主の家に生まれる。ブルガリア人。第一次世界大戦と1918年の軍事蜂起に参加。1916年末からブルガリア社会民主労働党員（テスニャコフ）。党の指示により、連邦監督委員会の倉庫からの武器の持ち出しに従事し、ヴァルナ - セヴァストポリ - オデッサの連絡ルートの連絡員を務めた。1921年秋に逮捕され、1922年12月、ソ連に亡命。

### 諜報員
1923年4月、全連邦共産党（ボリシェヴィキ党）に入党。楽器企業で大工として働き、Ya・M・スヴェルドロフ名称共産大学で学んだ。1924年4月～1925年10月、労農赤軍情報局において、ブルガリア共産党のための武器の運搬に従事し、武装蜂起を準備し、チェートニク（パルチザン）運動を展開した。
タンボフの特殊軍事学校で3ヶ月の教育を受ける。その後、ブルガリアとオーストリアに滞在し、1925年4月のブルガリア国王暗殺失敗後国外に逃れたブルガリア人共産主義者を助けた。
1926年1月～1929年2月、フリストフォル・サルヌインのグループで軍事情報問題顧問として中国で働き、1927年から貿易会社をカバーにイリーガルとなった。諜報活動の外、武器供給を含めて中国共産党を援助した。グループの連絡は、在北京及び在ハルビンのソ連代表部で暗号係として働いていた妻のガリーナ・レヴェジェワが担当した。
1929年4月～1930年6月、労農赤軍参謀部第4局附属情報完全化課程で学ぶと同時に、1929年9月～12月の東清鉄道紛争時の諜報作戦に参加した。
1930年～1933年、駐オーストリア支局長となり、オーストリア、ポーランド、チェコスロバキア、ルーマニア、ユーゴスラビア、ギリシア、ハンガリー、トルコを担当した。支局長在任時、チェコの「スコダ」工場を始めとする軍需産業に諜報グループを組織し、航空産業に関する情報を入手した。また、中央のために17人分のギリシャ国籍のパスポートを入手した。
1936年、フルンゼ名称軍事アカデミー特別学部を卒業。1936年12月～1938年3月、パリの諜報組織を指導し、スペイン共和国を援助した。
1938年7月、労農赤軍から解雇。1940年6月、解雇命令が取り消され、フルンゼ名称軍事アカデミー共通戦術講座の講師に任命。

### 第二次世界大戦
1941年～1944年、ブルガリア国内でのパルチザン戦のためにブルガリア人亡命者の訓練に従事し、1941年～1942年、トルコで任務を遂行した。独立特別任務自動車化狙撃旅団国際連隊長となり、敵後方で任務を遂行した。

### ブルガリア
1944年からブルガリア在住。1944年～1949年、ブルガリア人民軍の創設に参加し、建設部隊で各職を歴任した。
1949年～1964年、交通・建設相補佐官、交通・建設相、閣僚会議附属交通総局長を歴任。

## パーソナル
ブルガリア人民共和国社会主義労働英雄（1964年）。

## 著作
- 「静かな戦線の戦士達」